# Clayton Watson
Clayton Watson (Sídney, 23 de marzo de 1977) es un actor australiano, más conocido por haber interpretado a Mickey Steele en la serie Always Greener, a Jarrod O'Donnell en la serie Out of the Blue y a "The Kid" en las películas de The Matrix Reloaded y The Matrix Revolutions.

## Biografía
Salió con la actriz Michala Banas por un año y medio.

## Carrera
En 2001 se unió al elenco principal de al serie Always Greener donde dio vida a Mickey Steele hasta el final de la serie en 2003.
En 2003 obtuvo un papel secundario en las películas The Matrix Reloaded y The Matrix Revolutions donde interpretó al joven Michael Karl "The Kid" Popper.
Ese mismo año Clayton prestó su voz para el personaje de Michael Popper ahora en el segmento "Kid's Story" de la serie de cortometrajes The Animatrix.
En 2008 se unió al elenco de la serie Out of the Blue donde interpretó a Jarrod O'Donnell, el dueño y operador del vivero, esposo de Tracy O'Donnell y padre de Zoe.
El 1 de septiembre de 2009 apareció como personaje recurrente en la popular serie australiana Home and Away donde interpretó a Grant Bledcoe, el padre biológico de Ruby Buckton, hasta el 16 de septiembre del mismo año después de que su personaje fuera asesinado por Ross Buckton luego de que él descubriera que Grant había abusado sexualmente de su hija Charlie Buckton.
En 2012 apareció en la miniserie Howzat! Kerry Packer's War donde interpretó a Ian Chappell, un jugador profesional de críquet.
El 28 de noviembre de 2013 se unió al elenco recurrente de la serie australiana Neighbours donde interpretó a Jacob Holmes, hasta el 4 de febrero de 2014 después de que su personaje decidiera mudarse a Adelaida para estar cerca de sus suegros.

## Filmografía
Series de televisión
| Año         | Título                     | Personaje        | Notas                               |
| ----------- | -------------------------- | ---------------- | ----------------------------------- |
| 2014        | House Husbands             | Charlie          | episodio # 3.3                      |
| 2013 - 2014 | Neighbours                 | Jacob Holmes     | 10 episodios                        |
| 2013        | Twentysomething            | Chris            | episodio # 2.3                      |
| 2013        | Mr & Mrs Murder            | Bryce            | episodio "The Course Whisperer"     |
| 2012        | Howzat! Kerry Packer's War | Ian Chappell     | 2 episodios - miniserie             |
| 2012        | Australia on Trial         | Matthew Doran    | episodio "The Mount Rennie Outrage" |
| 2010        | Sea Patrol                 | Fraser           | episodio "Soft Target"              |
| 2009        | Home and Away              | Grant Bledcoe    | 8 episodios                         |
| 2008        | Out of the Blue            | Jarrod O'Donnell | 79 episodios                        |
| 2001 - 2003 | Always Greener             | Mickey Steele    | 50 episodios                        |
| 2001        | Blue Heelers               | Brendan Harmer   | episodio "Letter of the Law"        |
| 2000        | Eugenie Sandler P.I.       | Joska            | 2 episodios                         |
| 1998        | Flipper                    | -                | episodio "Swimming with Sharks"     |

Películas
| Año  | Título                     | Personaje                     | Notas |
| ---- | -------------------------- | ----------------------------- | --- |
| 2015 | Shadows from the Sky       | Mick Barrow                   | junto a Talia Shire, John Rhys-Davies, Sean Bean & Nathalia Ramos                                         |
| 2014 | Silent Night               | -                             | junto a Antonio Sabato Jr., Carla Bonner, Damien Garvey, Steve Bastoni & Adele Vuko                       |
| 2013 | Absolutely Modern          | Sidney Nolan                  | junto a Sonia Alexandria, John Apicella, Anni Blackhurst, Anna De Nicola, Alexia DuBasso & Mario Melchiot |
| 2012 | Willa                      | David Sanderson               | junto a Sara Hogrefe, Susan Kirby, Barbara Linton, Theodore Bouloukos & Gregory M. Brown                  |
| 2011 | 33 Postcards               | Brian                         | junto a Guy Pearce, Rhys Muldoon, Lincoln Lewis, Matt Nable, Kain O'Keeffe                                |
| 2010 | Drawn to Life              | Nick                          | corto - junto a Renai Caruso                                                                              |
| 2010 | Oranges and Sunshine       | CM                            | junto a Emily Watson, Hugo Weaving, David Wenham, Tara Morice & Stuart Wolfenden                          |
| 2009 | I Wish I Were Stephanie V  | Jimmy Koutella                | junto a Kain O'Keefe, Chloe Traicos, Hazem Shammas & Bree Desborough                                      |
| 2008 | Credo                      | Jock                          | junto a Colin Salmon, Philip Delancy, MyAnna Buring, Chris Courtenay & Rhea Bailey                        |
| 2008 | Three Blind Mice           | Vito                          | junto a Ewen Leslie, Toby Schmitz, Matthew Newton, Brendan Cowell Marcus Graham & Barry Otto              |
| 2005 | In the Middle              | Brendan                       | corto - junto a Susan Kennedy, Sam McGlone & Katie Fitchett                                               |
| 2004 | Under the Radar            | Adrian                        | junto a Robert Menzies, Syd Brisbane, Gyton Grantley & Damien Garvey                                      |
| 2003 | The Matrix Revolutions     | Michael Karl "The Kid" Popper | junto a Keanu Reeves, Laurence Fishburne, Carrie-Anne Moss & Monica Bellucci                              |
| 2003 | Image Is Everything        | Joey                          | corto - junto a Jeremy Kewley, Rupert Reid & Richard Wilkins                                              |
| 2003 | The Animatrix: Kid's Story | Michael Karl "The Kid" Popper | junto a Keanu Reeves, Carrie-Anne Moss, John DeMita & Kevin Michael Richardson                            |
| 2003 | The Matrix Reloaded        | Michael Karl "The Kid" Popper | junto a Keanu Reeves, Laurence Fishburne, Carrie-Anne Moss & Monica Bellucci                              |
| 2001 | The Day of the Roses       | Doctor Sommers                | junto a John Bach, Stephen Curry, Gigi Edgley, Rebecca Gibney, Peter O'Brien & Wayne Pygram               |
| 1998 | Casino Reef                | -                             | junto a Vanessa Bristow, Colin Handley & Bryon Williams                                                   |
| 1998 | Nick: A Teen Romance       | Nick                          | corto - junto a Alex Makauskas                                                                            |
| 1998 | Gargantua                  | G.I. Wimberley                | junto a Adam Baldwin, Emile Hirsch, Bobby Hosea, Doug Penty & Tony Briggs                                 |

Videojuegos
| Año  | Título            | Personaje                     | Notas                           |
| ---- | ----------------- | ----------------------------- | ------------------------------- |
| 2005 | The Matrix Online | Michael Karl "The Kid" Popper | prestó su voz para el personaje |

Director, escritor y productor
| Año | Título      | Notas                          |
| --- | ----------- | ------------------------------ |
| -   | Deadly Flat | director, escritor & productor |

## Premios y nominaciones
| Año  | Categoría                                                      | Premio                                   | Película/Serie                               | Resultado |
| ---- | -------------------------------------------------------------- | ---------------------------------------- | -------------------------------------------- | --------- |
| 2004 | Male                                                           | Cinescape Genre Face of the Future Award | The Matrix Reloaded & The Matrix Revolutions | Nominado  |
| 2002 | Best Actor in a Supporting or Guest Role in a Television Drama | AFI Award                                | Always Greener                               | Ganador   |